# Tibet-Spitzmaus
Die Tibet-Spitzmaus (Sorex thibetanus) ist eine Spitzmausart aus der Gattung der Rotzahnspitzmäuse (Sorex). Sie kommt im Tian Shan in der Volksrepublik China im östlichen Autonomen Gebiet Xinjiang sowie im Westen Kasachstans und im Norden Kirgisistans vor.

## Merkmale
Mit einer Kopf-Rumpf-Länge von 5,1 bis 6,4 Zentimetern zählt die Tibet-Spitzmaus zu den mittelgroßen bis kleinen Spitzmausarten. Der Schwanz erreicht eine Länge von 32 bis 54 Millimetern – und ist damit nur wenig kürzer als der Restkörper – der Hinterfuß von 12 bis 13 Millimetern.
| 1 | · | 5 | · | 1 | · | 3 | = 32 |
| 1 | · | 1 | · | 1 | · | 3 | = 32 |

Der Schädel hat eine Gesamtlänge von 16 bis 18 Millimetern. Wie die meisten Arten der Gattung besitzt die Art im Oberkiefer pro Hälfte einen Schneidezahn (Incisivus) und danach fünf einspitzige Zähne, einen Vorbackenzahn (Praemolar) und drei Backenzähne (Molares). Im Unterkiefer besitzt sie dagegen einen einzelnen Eckzahn (Caninus) hinter dem Schneidezahn. Insgesamt verfügen die Tiere damit über ein Gebiss aus 32 Zähnen. Die Zahnwurzeln sind wie bei den meisten Rotzahnspitzmäusen rot gefärbt. Der zweite einspitzige Zahn des Oberkiefers ist kleiner als der erste und der dritte, die beide etwa gleich groß sind. Im Vergleich zu der Zwergspitzmaus (S. minutus) ist die Art etwas größer und unterscheidet sich von ihr im Verhältnis der Krone zur Basis der einspitzigen Zähne des Oberkiefers.

## Verbreitung

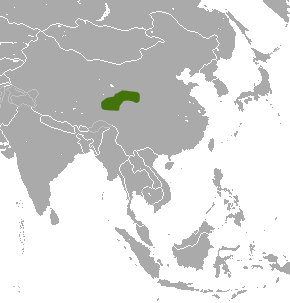
Verbreitungsgebiet (grün) von Sorex thibetanus

Die Tibet-Spitzmaus ist wahrscheinlich endemisch in der Volksrepublik China und kommt in den Provinzen Qinghai, Sichuan, Gansu und Xizang vor. Die Höhenverbreitung liegt wahrscheinlich bei 2000 bis 3000 Metern.

## Lebensweise
Über die Lebensweise dieser Art liegen wie bei vielen Arten der Gattung nur wenige Daten vor, sie entspricht wahrscheinlich der anderer Spitzmäuse ihrer Größe. Der Lebensraum besteht aus verschiedenen Habitaten zwischen gemäßigt warmen Bergwäldern und dem Hochgebirge.

## Systematik
Die Tibet-Spitzmaus wird als eigenständige Art innerhalb der Gattung der Rotzahnspitzmäuse (Sorex) eingeordnet, die aus etwa 80 Arten besteht. Die wissenschaftliche Erstbeschreibung stammt von Kastschenko aus dem Jahr 1905, der ein Individuum aus dem Qaidam-Becken, Provinz Qinghai, beschrieb. Die Art wurde teilweise der Zwergspitzmaus (S. minutus) als Unterart zugeordnet. Allerdings ist die systematische Stellung dieser und anderer Arten des Himalaya bis heute weitestgehend unklar und der Typus der Universität Tomsk galt als verloren gegangen. In der Folge wurde die Tibet-Spitzmaus genutzt, um die Buchara-Spitzmaus (S. buchariensis), die Kozlov-Spitzmaus (S. kozlovi), die Kaschmir-Zwergspitzmaus (S. planiceps) und weitere Individuen aus Nepal und China zusammenzuführen. Später tauchte der Typus in Moskau wieder auf und S. thibetanus wurde mit mehreren Unterarten neu beschrieben. Die Unterarten wurden in der Folge aufgrund von deutlichen Unterschieden und der Erfahrung mit anderen Zwergspitzmäusen wie der Kaukasus-Zwergspitzmaus (S. volnuchini), der Lapplandspitzmaus (S. caecutiens) und der Shinto-Spitzmaus (S. shinto) größtenteils wieder als eigene Arten anerkannt. Die Kozlov-Spitzmaus wird heute teilweise weiterhin als Unterart von S. thibetanus betrachtet.
Innerhalb der Art werden neben der Nominatform Sorex thibetanus thibetanus keine weiteren Unterarten unterschieden.

## Bedrohung und Schutz
Von der International Union for Conservation of Nature and Natural Resources (IUCN) wird die Tibet-Spitzmaus aufgrund fehlender Daten nicht eingeordnet und wird als „data deficient“ gelistet, bis 1996 war sie als gefährdet eingestuft. Es sind nur wenige sichere Daten zu der Art bekannt und ihre systematische Stellung ist unsicher.

## Belege
1. 1 2 3 4 5  Robert S. Hoffmann, Darrin Lunde: Tibetan Shrew. In: Andrew T. Smith, Yan Xie: A Guide to the Mammals of China. Princeton University Press, Princeton NJ 2008, ISBN 978-0-691-09984-2, S. 319.
2. 1 2 3 4  Sorex thibetanus in der Roten Liste gefährdeter Arten der IUCN 2013.2. Eingestellt von: A.T. Smith, 2008. Abgerufen am 2. Januar 2014.
3. 1 2 3 4  Sorex thibetanus (Memento des Originals vom 3. Januar 2014 im Internet Archive)  Info: Der Archivlink wurde automatisch eingesetzt und noch nicht geprüft. Bitte prüfe Original- und Archivlink gemäß Anleitung und entferne dann diesen Hinweis.. In: Don E. Wilson, DeeAnn M. Reeder (Hrsg.): Mammal Species of the World. A taxonomic and geographic Reference. 2 Bände. 3. Auflage. Johns Hopkins University Press, Baltimore MD 2005, ISBN 0-8018-8221-4.